# Сатурніно де ла Фуенте Гарсія
Сатурніно де ла Фуенте Гарсія (ісп. Saturnino de la Fuente García; 8 лютого 1909, Леон — 18 січня 2022, Леон) — іспанський довгожитель, вік якого підтверджений Групою геронтологічних досліджень (GRG), Книгою рекордів Гіннеса та Групою LongeviQuest (LQ). На момент своєї смерті він був найстарішим живим чоловіком у світі та був найстарішим живим чоловіком в Іспанії, а також він був 22 найстарішим чоловіком у світі. Сатурніно де ла Фуенте Гарсія не дожив лише 24 дні до свого 113-річчя. Прожив 112 років, 341 день.

## Біографія
Сатурніно де ла Фуенте Гарсія народився 11 лютого 1909 року (проте він стверджував, що народився 8 лютого), у місті Леон, Іспанія. У 5 років він мало не помер від іспанського грипу, але вижив.
З 13 років упродовж 30 років він працював шевцем на взуттєвій фабриці. Під час громадянської війни в Іспанії він шив взуття для солдатів, не беручи участь у бойових діях.
У 1927 році він став одним із засновників футбольного клубу «Пуенте Кастро», де грав на позиції центрального нападника.
У 1937 році пережив авіакатастрофу (літак впав на будівлю, в якій він знаходився).
У травні 2021 року він сам пішов робити щеплення від COVID-19.
10 вересня 2021 року, у віці 112 років і 211 днів, він був офіційно оголошений Книгою рекордів Гіннеса найстарішим чоловіком у світі.
У 2021 році у нього було 8 дітей, 14 внуків та 22 правнуки.
Помер 18 січня 2022 року у віці 112 років, 341 день. Після його смерті найстарішим чоловіком світу став житель Венесуели, Хуан Вісенте Перес Мора.

## Рекорди довгожителя
- У свої 112 років він третій за віком чоловік в Іспанії.
- 29 січня 2018 року після смерті Франсіска Нуньєса Олівери, він став найстарішим живим чоловіком в Іспанії.
- 12 серпня 2021 року після смерті Еміліо Флореса Маркеса, Сатурніно став найстарішим живим чоловіком у світі[10].
- 3 грудня 2021 року став 24-м найстарішим серед чоловіків в історії, чий вік був підтверджений.
- 21 грудня 2021 року став 23-м найстарішим серед чоловіків в історії, чий вік був підтверджений.
- 13 січня 2022 року став 22-м найстарішим серед чоловіків в історії, чий вік був підтверджений.